# Шотланлы (Агджабединский район)
Шотланлы (азерб. Şotlanlı) — село в Шарафханлинском административно-территориальном округе Агджабединского района Азербайджана.

## Этимология
Название происходит от курдского племени шотланлы.

## История
Село Шотланлы в 1913 году согласно административно-территориальному делению Елизаветпольской губернии относилось к Гиндархскому сельскому обществу Шушинского уезда.
Согласно результатам Азербайджанской сельскохозяйственной переписи 1921 года, населённый пункт Шатланлы входил в Гиндархское сельское общество Шушинского уезда Азербайджанской ССР. Численность населения составляла 31 человек (8 хозяйств), преобладающей национальностью являлись тюрки азербайджанские (азербайджанцы).
В 1926 году согласно административно-территориальному делению Азербайджанской ССР село относилось к дайре Агджабеды Агдамского уезда.
После реформы административного деления и упразднения уездов в 1929 году был образован Кягризлинский сельсовет в Агджабединском районе Азербайджанской ССР.
Согласно административному делению 1961 и 1977 года село Шотланлы входило в Кягризлинский сельсовет Агджабединского района Азербайджанской ССР.
В 1999 году в Азербайджане была проведена административная реформа и внутри Кягризлинского административно-территориального округа был учрежден Шарафханлинский муниципалитет Агджабединского района, куда и вошло село.
8 февраля 2000 года из Кягризлинского административно-территориального округа выделен новый, Шарафханлинский.

## География
Шотланлы расположен на Карабахской равнине.
Село находится в 2 км от центра АТО Шарафханлы, в 27 км от райцентра Агджабеди и в 305 км от Баку. Ближайшая железнодорожная станция — Агдам (действующая — Халадж).
Село находится на высоте 131 метров над уровнем моря.

## Население
| Численность населения | Численность населения | Численность населения | Численность населения |
| 1886                  | 1989                  | 1999                  | 2009                  |
| --------------------- | --------------------- | --------------------- | --------------------- |
| 73                    | ↗190                  | ↗299                  | ↘292                  |

В 1886 году в селе проживало 73 человека, все — азербайджанцы, по вероисповеданию — мусульмане-шииты.
Население преимущественно занимается хлопководством, животноводством, выращиванием зерна.

## Климат
Среднегодовая температура воздуха в селе составляет +14,3 °C. В селе полупустынный климат.

## Инфраструктура
В советское время близ села располагалась овце-товарная ферма.
В селе расположен медицинский пункт.